# Jardins de Mecenas
Jardins de Mecenas (em latim: Horti Maecenatis) eram jardins de propriedade do rico Caio Cílnio Mecenas (c. 68–8 a.C.), um poderoso conselheiro e amigo do imperador Augusto, localizado no monte Esquilino de Roma, perto da Porta Esquilina dos dois lados da Muralha Serviana. A área corresponde, a grosso modo, ao ângulo sudoeste da moderna Piazza Vittorio Emanuele II e fazia fronteira (a leste) com os Jardins Lamianos segundo Fílon de Alexandria.

## Jardins da Roma Antiga
Em Roma, era costume chamar de horti (singular: hortus) as residências dotadas de um grande jardim (hortus significa "jardim") localizadas dentro da cidade, mas nos subúrbios. Os jardins eram lugares de lazer, onde era possível aproveitar o isolamento e a tranquilidade sem a necessidade de grandes viagens.
A parte mais importante dos horti era, sem dúvida, a vegetação, geralmente composta por folhagens espessas podadas em formas geométricas ou animais segundo os ditames da ars topiaria. Entre a vegetação ficavam pavilhões, pórticos de passeio com proteção contra o sol, fontes, termas, pequenos templos e estátuas, geralmente cópias romanas de originais gregos. O primeiro jardim foi o suntuoso Jardim de Lúculo, no monte Píncio, seguido logo depois pelo Jardim de Salústio.

## História
Entre 42 e 35 a.C., Mecenas construiu seus jardins e sua villa no Esquilino, recuperando a área que era ocupada pela antiga necrópole, o que lhe valeu uma menção pelo poeta Horácio. A recuperação consistiu provavelmente em uma movimentação de terra de consideráveis proporções, mas a memória da antiga utilização funerária não foi de todo perdida, pois Mecenas especificou um local para abrigar algumas lápides funerárias antigas.

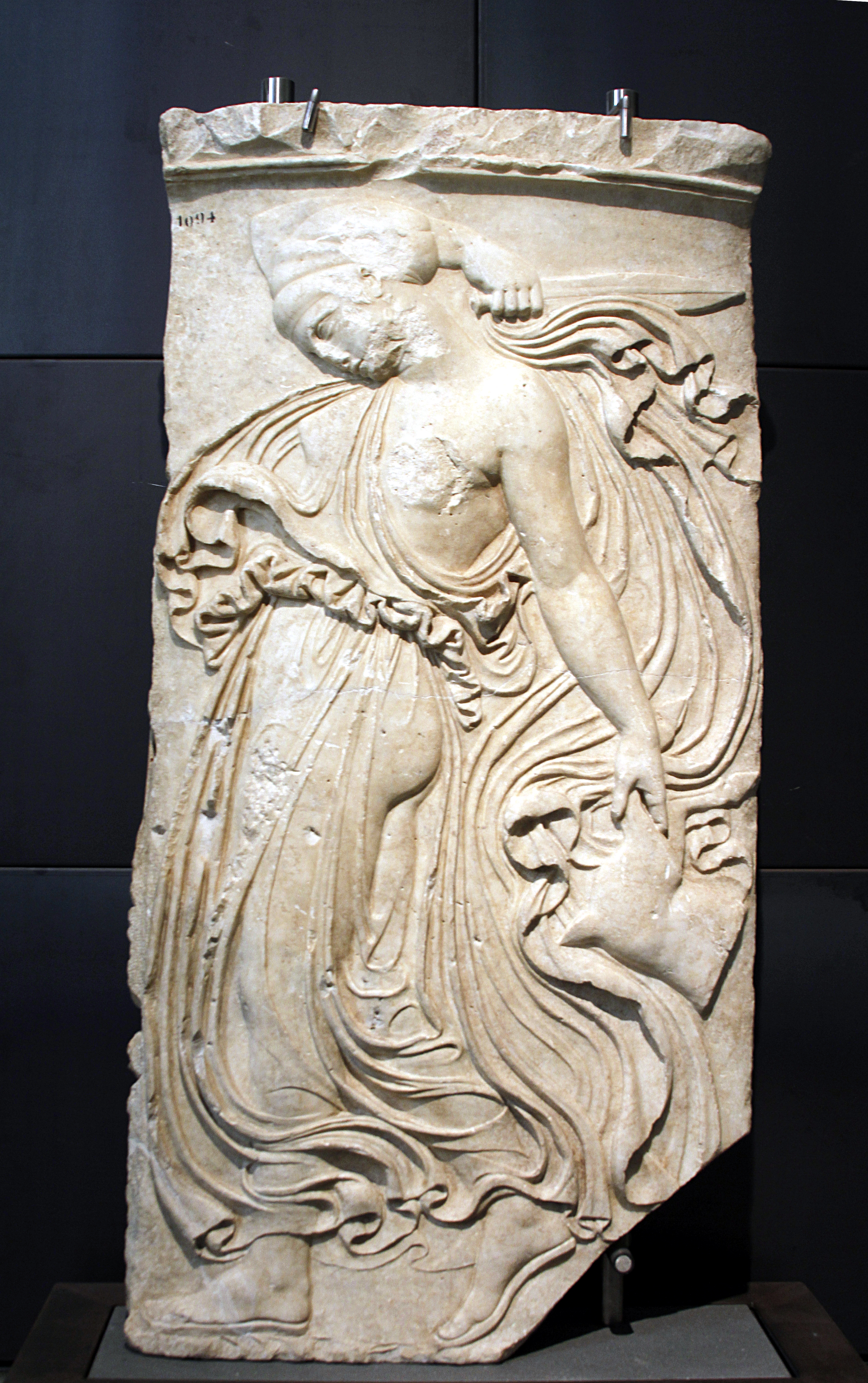
Relevo de uma ménade dançando.

Acredita-se que Mecenas tenha sido o primeiro romano a construir uma piscina de água quente, provavelmente nos seus jardins.
Depois da morte de Mecenas, os seus jardins passaram para as mãos de Augusto. O enteado dele e futuro imperador Tibério (r. 14-37) passou bastante tempo ali depois de seu retorno a Roma (2 d.C.) vindo de seu auto-exílio na ilha de Rodes.
Nero incorporou os jardins à sua residência no Palatino através do Palácio Transitório (Domus Transitoria) e foi do alto de uma torre que provavelmente ficava ali que ele famosamente observou o grande incêndio de 64.
Contudo, os Jardins de Mecenas eram vizinhos da propriedade de Lúcio Élio Lamia (os Jardins Lamianos), o que torna difícil conciliar as indicações topográficas fornecidas pelos autores antigos para determinar seu local exato. Os topógrafos não estão em consenso sobre a questão de os Jardins se estenderem pelos dois lados do áger, ao norte e ao sul da Porta Esquilina. O fato, porém, de muitas putículos ("valas comuns") da antiga Necrópole do Esquilino terem sido encontradas perto do canto noroeste da Piazza Vittorio Emanuele II, que fica fora da Porta Esquilina e do áger e a norte da Velha Via Tiburtina sugere que é provável que os Jardins de Mecenas tenham se estendido para norte da porta e da via, ocupando os dois lados da já inútil Muralha Serviana.
No século II, os Jardins de Mecenas foram adquiridos por Marco Cornélio Frontão (c. 100–166), um famoso retórico e professor de Marco Aurélio e Lúcio Vero. Uma fístula aquária com o nome de Frontão foi recuperada perto do Auditório de Mecenas, a pouca distância do no qual a Via Merulana moderna cruza com a Muralha Serviana.

## Vestígios
O único vestígio arqueológico monumental conservado da villa de Mecenas é o já citado Auditório de Mecenas, um triclínio de verão semi-hipogeu decorado com pinturas de jardins e decorado com pequenas esculturas e fontes. As pinturas são da época do próprio Mecenas e do primeiro decênio do século I, quando os jardins foram incorporados ao domínio imperial.
É duvidoso que a chamada Casa Tonda, um sepulcro romano do final do período republicano que ficava no trajeto da antiga Via Labicana (moderna Via Principe Eugenio) e chamado tradicionalmente de "Túmulo de Mecenas" tenha feito parte dos jardins. Este monumento, do qual restava apenas a fundação (não visível) no ângulo oriental da Piazza Vittorio Emanuele II, foi removido em 1886, depois de muita polêmica, durante as obras de sistematização da praça.

### Obras de arte
As diversas obras de arte recuperadas principalmente na área das já demolidas Villa Caserta e Villa Palombara, no final do século XIX (durante as obras para criação do novo bairro do Esquilino), são testemunhas do gosto por coleções de Mecenas e do luxo com que ele decorou sua villa e seus jardins. Muitas destas obras foram recuperadas em fragmentos reutilizados como material de construção em muros da Antiguidade Tardia, sobretudo no Esquilino. Entre elas estavam a fonte em forma de um corno (rhytón) assinada pelo artista grego Pôncio, um refinado relevo de um ritual dionísiaco de modelo helenístico do século II a.C, a chamada estátua de "Sêneca moribundo", um relevo com uma ménade dançando inspirado por um modelo grego do século V a.C., uma cabeça de uma amazona, cópia de um original do século V a.C, a estátua de Marsias em mármore pavonazzetto e uma estátua de cães em «mármore verde» (na realidade serpentinite) conhecido por serpentino moschinato.
O grupo escultório conhecido como "Auriga do Esquilino", uma obra de notável valor artístico do início do período imperial no estilo do século V a.C., é, assim como a já citada estátua de Marsias, um bom exemplo da recuperação de uma obra a partir de fragmentos remontados a partir de várias escavações na região.
Outras obras notáveis, que denotam uma contínua referência à arte grega, são representadas por um grupo de lápides funerárias de origem ática e valiosas cópias de originais gregos, como a estátua de Deméter ou a do chamado "Hércules Combatente", que é uma cópia de um original do século V a.C.